# Договор Мира и Родства
Договор Мира и Родства (кит. упр. 和親, пиньинь heqin, палл. хэцинь) — форма договора, которую китайцы использовали для заключения мира с «варварскими» народами. Впервые заключён в 197 году до н. э. с хуннским шаньюем Модэ. Суть договора состояла в том, что китайская принцесса выходила замуж за варварского владыку и император каждый год отправлял определённое количество «подарков» родственникам-варварам, а варвары обязывались не совершать набеги на Китай. Китайцы считали такой договор унизительным для своей империи и заключали его, только когда не имели сил, чтобы победить варваров.